# Rolf Gohs
Rolf Gohs (26 octobre 1933 à Tallinn et mort le 23 août 2020 à Solna) est un auteur de bande dessinée suédois d'origine estonienne. Au début des années 1960, il fut l'un des premiers Suédois à réaliser pour le marché local des histoires inédites du Fantôme, comic strip américain très populaire en Suède. En 1969, il débute Mystiska 2:an (sv), l'une des premières bandes dessinées d'après-guerre destinées à un public non enfantin.

## Distinctions
- 1972 : Prix Adamson du meilleur auteur suédois pour l'ensemble de son œuvre
- 1984 : Bourse 91:an